# Jonathan Dee
Pour les articles homonymes, voir Dee.
Jonathan Dee, né le 19 mai 1962 à New York, est un écrivain américain.

## Biographie
Il est professeur d’écriture créative à l'Université Columbia et collaborateur régulier du Harper's Magazine et du New York Times Magazine.

## Œuvres traduites en français
- Les Privilèges, [« The privileges »], trad. d’Élisabeth Peellaert, Paris, Éditions Plon, coll. « Feux croisés », 2011, 307 p.  (ISBN 978-2-259-21380-6)[2]
- La Fabrique des illusions, [« Palladio »], trad. d’Anouk Neuhoff, Paris, Éditions Plon, coll. « Feux croisés », 2012, 446 p.  (ISBN 978-2-259-21662-3)[3]
- Mille excuses, [« A Thousand Pardons »], trad. d'Élisabeth Peellaert, Paris, Éditions Plon, 2014, 264 p.  (ISBN 978-2-259-22159-7)
- Ceux d'ici, [« The Locals »], trad. d'Élisabeth Peellaert, Paris, Éditions Plon, 2018, 416 p.  (ISBN 978-2-259-26334-4)

## Prix
- Prix Fitzgerald 2011 pour Les Privilèges